# Partito Sardo d'Azione Socialista
Il Partito Sardo d'Azione Socialista (PSd'AS), è stato un partito politico italiano nato nel 1948 a seguito di una scissione del Partito Sardo d'Azione, da parte della componente minoritaria favorevole alla confluenza nel Partito Socialista Italiano, secondo gli intendimenti di Emilio Lussu, fondatore e leader “storico” del partito autonomista sardo.

## Presupposti storico-ideologici
Il Partito Sardo d'Azione fu fondato il 17 aprile 1921 da Davide Cova,  Emilio Lussu e Camillo Bellieni, entrambi reduci della prima guerra mondiale. Con l’avvento del fascismo, il partito fu sciolto a seguito dell'approvazione delle leggi eccezionali del fascismo (regio decreto 6 novembre 1926, n. 1848).
Nel frattempo, Lussu era stato condannato al confino a Lipari, da dove riuscì a fuggire con Carlo Rosselli e Francesco Fausto Nitti per riparare in Francia. A Parigi,  nell'agosto 1929, insieme a Rosselli, Salvemini, Tarchiani e Nitti aveva fondato il movimento Giustizia e Libertà, di cui divenne leader dopo la morte di Rosselli (1937).
Il 3 marzo 1943, a Lione, Lussu si incontrò con i rappresentanti in esilio del Partito Socialista e del Partito Comunista Italiano  e stipulò con essi un impegno programmatico e un patto d’unità d’azione.
Lussu rientrò in Italia il 15 agosto 1943, dopo la caduta del fascismo e si adoperò affinché tutto il movimento Giustizia e Libertà confluisse nel Partito d'Azione, nato a Roma, l’anno precedente, con un programma repubblicano e antifascista ma anche con elementi di socialismo liberale. Dopo la liberazione della Capitale, Lussu realizzò l'affiliazione del ricostituito Partito Sardo d'Azione, nel più ampio partito nazionale. Al Congresso centro-meridionale del Partito d’Azione dell’agosto 1944, a Cosenza, la corrente di Lussu prevalse su quella liberaldemocratica di Ugo La Malfa, imprimendo al partito una svolta più propriamente socialista.
Alle elezioni per l'Assemblea costituente del 1946, il Psd'Az, elesse Emilio Lussu e Pietro Mastino. Entrambi costituirono un gruppo parlamentare Autonomista insieme ai sette eletti del Partito d'Azione e al valdostano Giulio Bordon..
Il 20 ottobre 1947, il Partito d'Azione si sciolse e, in base alle direttive programmatiche di Emilio Lussu, confluì nel Partito Socialista Italiano, per rafforzare il blocco delle sinistre.

## Formazione, storia e scioglimento del Partito Sardo d'Azione Socialista

Emilio Lussu nel 1944.

È evidente che Emilio Lussu, dopo un ventennio di attività politica in Italia e all’estero, aveva ormai maturato una concezione ideologica che vedeva la Sardegna, dove era nato e vissuto sino alla giovinezza, federata a un’Italia repubblicana e socialista. Sulla stessa linea erano anche sardisti della prima ora, poi divenuti dirigenti del Partito d'Azione e già confluiti nel PSI come Mario Berlinguer, Francesco Fancello e Stefano Siglienti. Al contrario, altri sardisti rimasti per la quasi totalità sull'isola durante il ventennio, non sempre immuni dal collaborazionismo con il regime, avevano mantenuto un orizzonte politico limitato e conservatore.
Le intenzioni di Lussu erano, quindi, quelle di portare il Partito Sardo d'Azione nell'alveo del socialismo italiano, tramite un patto federativo, ma dichiarò d'esser pronto a subordinare questa scelta agli esiti del congresso del partito. Nel frattempo, propose ai sardisti l'adesione al Fronte Democratico Popolare (PCI-PSI) nella composizione di liste comuni in funzione anti-democristiana, alle elezioni politiche del 1948.
La direzione del PSd’Az, tuttavia, riunitasi a Macomer, respinse la proposta lussiana e, il 18 aprile 1948, il partito subì un vistoso insuccesso riuscendo a eleggere un solo deputato, Giovanni Battista Melis, e un solo senatore, Luigi Oggiano, entrambi della componente conservatrice. Lussu, invece, divenne senatore di diritto in quanto aveva partecipato alla secessione dell'Aventino.
Il successivo congresso fu fissato a Cagliari il 3 e il 4 luglio dello stesso anno, dopo che una riunione propedeutica della sezione cagliaritana aveva visto il predominio della corrente lussiana, con la vittoria dell'avvocato Giuseppe Asquer. Le mozioni depositate furono, principalmente, quella lussiana, cui aderivano anche Dino Giacobbe, Giuseppe Asquer, Anton Francesco Branca e Armando Zucca, denominata "Mozione Socialista Autonomista"  e la "Mozione Sardista", dell'ala conservatrice “filodemocristiana”.
"Mozione Socialista Autonomista" intendeva il Psd'Az come partito di classe, inserito nel movimento internazionale della sinistra e si presentava particolarmente forte nella provincia di Cagliari, tradizionale bacino elettorale di Lussu. Sin dall'inizio, fu chiara l’inconciliabilità delle due posizioni. Lussu, vistosi in minoranza, convocò i suoi e abbandonò clamorosamente il congresso. I lussiani raggiunsero il vicino cinema Olimpia e fondarono il Partito Sardo d'Azione Socialista.
Il PSd'AzS avviò subito una trattativa coi socialisti ma, nel frattempo, si presentò col proprio simbolo alle prime elezioni regionali dell’isola, l’8 maggio 1949. I risultati non furono negativi, in quanto il nuovo partito riuscì a conseguire 38.081 voti (il 6,6%) e ad eleggere tre consiglieri – tutti nella circoscrizione di Cagliari –  tra i quali Lussu e Asquer, a fronte del 10,4% e sei consiglieri, ottenuto dal Partito Sardo d'Azione in tutta l’isola. Lo stesso PSI, in queste prime regionali, si collocò complessivamente al di sotto del partito di Lussu, ottenendo 34.858 voti, pari al 6%..
In sostanza, il voto elettorale dimostrò che circa il 40% degli elettori del vecchio PSd’Az stava con Lussu e a favore della scelta autonomista ma in ambito nazionale e vicina all’ideologia socialista; un bacino elettorale interessante per un PSI in crisi, a livello nazionale, per la scissione socialdemocratica di Palazzo Barberini. Sulla base di tale relativo successo, ripresero le trattative tra i due partiti e, il 19 novembre 1949, il Partito Sardo d’Azione Socialista confluì nel Partito Socialista Italiano.

## Risultati elettorali
| Elezione       | Voti   | %   | Seggi  |
| -------------- | ------ | --- | ------ |
| Regionali 1949 | 38.081 | 6,6 | 3 / 60 |